# 埋め込み (数学)
埋め込み（うめこみ、embedding, imbedding）とは、数学的構造間の構造を保つような単射のことである。

## トポロジーと幾何学

### 位相空間論
位相空間論において、埋め込みとは、像の上への同相写像のことである。つまり、位相空間 X と Y の間の単射連続写像 f: X → Y であって、（f(X) には Y の相対位相を入れて）f が X と f(X) の間の同相写像であるようなもののことである。
与えられた空間 X に対し、埋め込み X → Y の存在は X の位相的性質である。これによって2つの位相空間を、一方がある空間に埋め込めて他方はできないならば、区別することができる。

### 微分トポロジー
微分トポロジーにおいて：
M と N を滑らかな多様体とし、f: M → N を滑らかな写像とする。このとき f がはめ込みとは、微分がいたるところ単射であることをいう。埋め込み (embedding)、あるいは滑らかな埋め込み (smooth embedding) は、上に述べた位相的な意味で埋め込みであるような（すなわち像の上への同相写像であるような）単射はめ込みと定義される。
言い換えると、埋め込みは像への微分同相であり、とくに埋め込みの像は部分多様体でなければならない。はめ込みは局所的な埋め込みである（すなわち任意の点 x ∈ M に対し、近傍 x ∈ U ⊂ M が存在して、f: U → N は埋め込みである）。

### リーマン幾何学
リーマン幾何学において：
(M, g) と (N, h) をリーマン多様体とする。等長埋め込み (isometric embedding) とは、滑らかな埋め込み f: M → N であって計量を保つもの、つまり g は h の f による引き戻しに等しい、すなわち g = f*h であるようなもののことである。明示的には、任意の2つの接ベクトル
{\displaystyle v,w\in T_{x}(M)}
に対し、
{\displaystyle g(v,w)=h(df(v),df(w))\,}
が成り立つ。

## 代数学
一般に、代数的圏 C に対して、2つの C-代数構造 X と Y の間の埋め込みとは、単射 C-射 e: X → Y である。

### 体論
（可換）体論において、体 E の体 F への埋め込み (embedding) とは、環準同型 σ: E → F のことである。
σ の核は E のイデアルであり、これは条件 σ(1) = 1 により、体 E 全体ではありえない。さらに、体のイデアルは零イデアルと体自身全体しかないことはよく知られた体の性質である。したがって核は 0 であるから、体の任意の埋め込みは単射である。したがって、E は F の部分体 σ(E) に同型である。これによって体の任意の準同型に対して埋め込みという呼称が正当化される。

## 順序理論と領域理論
順序理論において、半順序の埋め込みは X から Y への写像 F であって
{\displaystyle \forall x_{1},x_{2}\in X:x_{1}\leq x_{2}\Leftrightarrow F(x_{1})\leq F(x_{2})}
を満たすもののことである。
領域理論においては、さらに次のことが要求される：
{\displaystyle \forall y\in Y:\{x:F(x)\leq y\}} は有向である。

## 距離空間
距離空間の間の写像 {\displaystyle \phi :X\to Y} が（distortion {\displaystyle C>0} の）埋め込みとは、
{\displaystyle Ld_{X}(x,y)\leq d_{Y}(\phi (x),\phi (y))\leq CLd_{X}(x,y)}
がある定数 {\displaystyle L>0} に対して成り立つことをいう。

### ノルム空間
重要な特別な場合はノルム空間の場合である。この場合線型埋め込みを考えるのが自然である。
有限次元ノルム空間 {\displaystyle (X,\|\cdot \|)} について問うことのできる基本的な問題の1つは、ヒルベルト空間 {\displaystyle \ell _{2}^{k}} を定数 distortion で X に線型に埋め込めるような最大の次元 k は何か？である。
答えはドヴォレツキーの定理によって与えられる。

## 圏論
圏論において、すべての圏において適用可能な埋め込みの満足のいきかつ一般的に受け入れられている定義は存在しない。すべての同型射と埋め込みのすべての合成は埋め込みであることと、すべての埋め込みはモノ射であることは期待されるだろう。他の典型的な要求は： 任意のextremal monomorphismは埋め込みであり、埋め込みは引き戻しのもとで安定である。